# Drôme (folyó)
A Drôme folyó Franciaország területén, a Rhône bal oldali mellékfolyója.

## Földrajzi adatok
Drôme megyében a Alpokban ered 1 262 méter magasan, és Livron-sur-Drôme-nál, szintén Drôme megyében torkollik a Rhône-ba. Hossza 110 km, vízgyűjtő területe 1 663 km². Átlagos vízhozama 20 m³ másodpercenként.
Drôme megye névadója.

## Megyék és városok a folyó mentén
- Drôme: Die, Crest.